# 弗洛兰盖姆
弗洛兰盖姆（法語：Floringhem）是法国北部-加来海峡大区加来海峡省的一个市镇，属于阿拉斯区厄尚县。该市镇2009年时的人口为898人。

## 地理
位于阿拉斯西北 24 英里（39 公里）处，位于 D916 和 D183 公路交界处的一个农业村庄。

## 人口
弗洛兰盖姆人口变化图示
| 数据来源：INSEE |